# Ashraf Ali Thanwi
Muhammad Ashraf 'Ali Thanawi (19 août 1863 [05 Rabi' al-Thani 1280 AH] - 4 juillet 1943 [17 Rajab 1362 AH]) est un érudit islamique sunnite indien.

## Idéologie politique
Ashraf Ali Thanvi est un fervent partisan de la Ligue musulmane. Ses élèves et lui ont apporté leur soutien total à la demande de création du Pakistan. Au cours des années 1940, la plupart des oulémas deobandis ont soutenu le Congrès, contrairement aux barelvis, qui ne soutiennent pratiquement que la ligue musulmane, bien qu'Ashraf Ali Thanvi et quelques autres érudits de Deoband, parmi lesquels Muhammad Shafi et Shabbir Ahmad Usmani, soient favorables à la Ligue musulmane,. Thanvi a démissionné du comité de direction de Deoband en raison de la position favorable au Congrès de la majorité des deobandis.

## Voir également
- Deobandi
- Bahishti Zewar
- Muhammad Shafi
- Muhammad Taqi Usmani
- Muhammad Rafi Usmani
- Muhammad Mian Mansoor Ansari